# Theranos
Theranos是一家美国私营公司，一度被外界吹捧是一家突破性的健康技术公司，該公司声称已经开发出一款小型自动化设备，該設備只需要极少量血液就能快速測得患者是否患有癌症。然而这些说法后来被证明完全是謊言。
2003年，Theranos由時年19岁的伊莉莎白·霍姆斯创立，她从风险资本家和私人投资者那里筹集了7亿多美元，在2013年和2014年的高峰期，其估值达到100亿美元。
2015年，当时有兩位医学教授约翰・伊安尼蒂斯和埃莱夫特里奥斯・迪亚曼迪斯以及《华尔街日报》的调查记者约翰・卡雷鲁对Theranos產品技术的有效性提出质疑。結果該公司面临着一连串来自医学权威、投资者、美国证券交易委员会、医疗保险和医疗补助服务中心、州检察长、前商业伙伴、患者等多方的質疑和訴訟。到了2016年6月，据估计，伊莉莎白·霍姆斯的个人净资产已从45亿美元下降到几乎為0。結果经过數年的诉讼以及美国证券交易委员会的制裁，公司於2018年9月4日倒閉解散。
2018年3月14日，Theranos、伊莉莎白·霍姆斯和前公司总裁拉梅什·巴尔瓦尼被美国证券交易委员会指控犯有欺诈罪。2018年6月15日，美国加州北区检察官宣布以电汇欺诈和共谋罪对伊莉莎白·霍姆斯提起诉讼。巴尔瓦尼也因同样的指控被起诉.。审判原定于2020年8月开始，但由于2019冠状病毒病疫情和伊莉莎白·霍姆斯怀孕而被推迟。霍姆斯的审判最終于2021年8月31日开始，而巴尔瓦尼的审判则被推迟到2022年1月11日。伊莉莎白·霍姆斯于2022年1月3日被裁定四项罪名成立，同年11月18日获刑11年零3个月。

## 外部鏈接
- Official website (Archived)
- Theranos patents at USPTO[]
- Theranos Original Pitchdeck 2006, "A Presentation for Investors" （页面存档备份，存于）
- "Elizabeth Holmes on Her Billion-Dollar Health Care Idea" （页面存档备份，存于）, Charlie Rose (TV series)（英语：Charlie Rose (TV series)） via YouTube, June 3, 2015.
- Tobak, Steve, "After the Theranos Mess, Can We Finally Quit Idolizing Entrepreneurs?" (Commentary) （页面存档备份，存于）, Fortune magazine. May 27, 2016.
- (新闻稿). The Securities and Exchange Commission.   [2018-03-14]. （原始内容存档于2018-03-15）.
- Theranos' Fatal Flaws Were in Plain Sight （页面存档备份，存于）, Barry Ritholz. Bloomberg Opinion. 31 May 2018.
- The Rise and Fall of Elizabeth Holmes （页面存档备份，存于）, Avery Hartmans. Business Insider Australia. April 21, 2018.